# Georgefischeriales
Georgefischeriales es un orden de hongos tizón en la clase Exobasidiomycetes. El orden contiene cuatro familias, Eballistraceae,  Georgefischeriaceae, Gjaerumiaceae, y Tilletiariaceae.